# Lygdamis curvatus
Lygdamis curvatus är en ringmaskart som först beskrevs av Karl Erik Johansson 1922. Lygdamis curvatus ingår i släktet Lygdamis och familjen Sabellariidae. Inga underarter finns listade i Catalogue of Life.